# Leichtathletik-Weltmeisterschaften 2003/20 km Gehen der Männer
Das 20-km-Gehen der Männer bei den Leichtathletik-Weltmeisterschaften 2003 wurde am 23. August 2003 in den Straßen der französischen Stadt Paris ausgetragen.
Weltmeister wurde der Olympiasieger von 1996 und Vizeweltmeister von 1999 Jefferson Pérez aus Ecuador. Er gewann vor dem amtierenden Europameister, EM-Dritten von 1998 und bisherigen Inhaber der Weltbestzeit Francisco Javier Fernández aus Spanien. Bronze ging an den russischen Titelverteidiger Roman Rasskasow.

## Rekorde / Bestleistungen

### Bestehende Bestmarken
| Weltbestzeit | 1:17:22 h | Francisco Javier Fernández | Turku, Finnland         | 28. April 2002  |
| WM-Rekord    | 1:19:37 h | Maurizio Damilano          | WM 1991 in Tokio, Japan | 24. August 1991 |

Anmerkung:

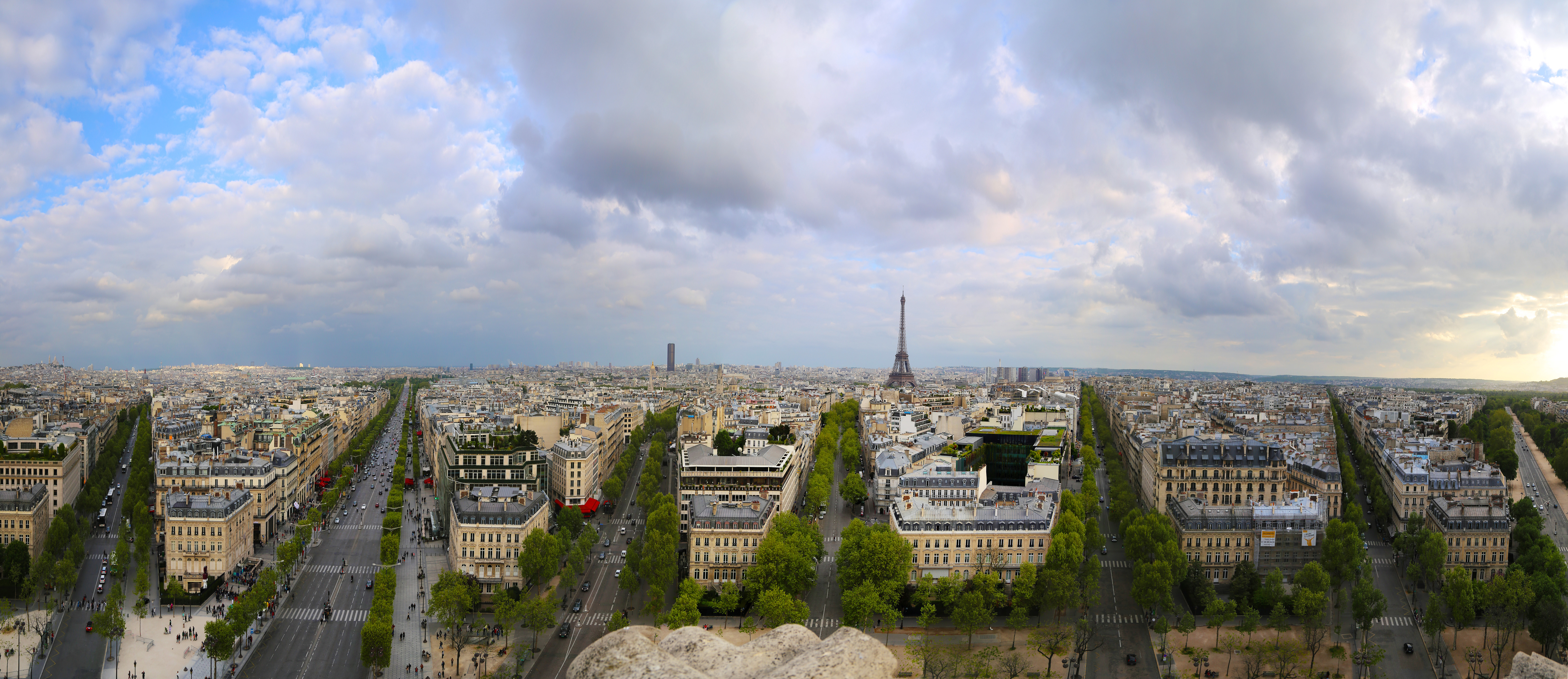
Panoramablick vom Triumphbogen auf Paris

Rekorde wurden im Marathonlauf und Straßengehen wegen der unterschiedlichen Streckenbeschaffenheiten mit Ausnahme von Meisterschaftsrekorden über viele Jahrzehnte hinweg nicht geführt. Jefferson Pérez erzielte bei diesen Weltmeisterschaften mit seiner Zeit den ersten offiziellen Weltrekord im 20-km-Gehen.

### Rekordverbesserung
Weltmeister Jefferson Pérez aus Ecuador verbesserte den bestehenden WM-Rekord im Wettbewerb am 23. August um 2:16 Minuten auf 1:17:21 h. und stellte damit gleichzeitig den ersten Weltrekord in dieser Disziplin auf.
Außerdem gab es einen neuen Landesrekord:

1:30:52 h – Allan Segura, Costa Rica

## Durchführung
Hier gab es keine Vorrunde, alle 38 Geher traten gemeinsam zum Finale an.

## Ergebnis
23. August 2003, 8:30 Uhr
| Platz | Name                       | Nation                 | Zeit (h)   |
| ----- | -------------------------- | ---------------------- | ---------- |
| 1     | Jefferson Pérez            | Ecuador                | 1:17:21 WR |
| 2     | Francisco Javier Fernández | Spanien                | 1:18:00    |
| 3     | Roman Rasskasow            | Russland               | 1:18:07    |
| 4     | Noé Hernández              | Mexiko                 | 1:18:14    |
| 5     | Luke Adams                 | Australien             | 1:19:35    |
| 6     | Iwan Trozki                | Belarus                | 1:19:40    |
| 7     | David Márquez              | Spanien                | 1:19:46    |
| 8     | Ilja Markow                | Russland               | 1:20:14    |
| 9     | José David Domínguez       | Spanien                | 1:20:15    |
| 10    | Alejandro López            | Mexiko                 | 1:20:24    |
| 11    | Lorenzo Civallero          | Italien                | 1:20:34    |
| 12    | Jauhen Missjulja           | Belarus                | 1:20:38    |
| 13    | André Höhne                | Deutschland            | 1:20:44    |
| 14    | Hatem Ghoula               | Tunesien               | 1:21:12    |
| 15    | Yu Chaohong                | Volksrepublik China    | 1:21:18    |
| 16    | Michele Didoni             | Italien                | 1:21:23    |
| 17    | João Vieira                | Portugal               | 1:22:07    |
| 18    | Kevin Eastler              | USA                    | 1:22:25    |
| 19    | Erik Tysse                 | Norwegen               | 1:22:43    |
| 20    | Akinori Matsuzaki          | Japan                  | 1:24:22    |
| 21    | Alessandro Gandellini      | Italien                | 1:24:45    |
| 22    | Predrag Filipović          | Serbien und Montenegro | 1:25:15    |
| 23    | Xu Xingde                  | Volksrepublik China    | 1:25:41    |
| 24    | Sérgio Galdino             | Brasilien              | 1:26:48    |
| 25    | Fedosei Ciumacenco         | Moldau                 | 1:27:27    |
| 26    | Benjamin Kuciński          | Polen                  | 1:27:41    |
| 27    | Jirí Malysa                | Tschechien             | 1:30:17    |
| 28    | Allan Segura               | Costa Rica             | 1:30:52 NR |
| 29    | Ronald Huayta              | Bolivien               | 1:31:15    |
| DSQ   | Lee Dae-Ro                 | Südkorea               |            |
| DSQ   | Eiichi Yoshizawa           | Japan                  |            |
| DSQ   | Bernardo Segura            | Mexiko                 |            |
| DSQ   | Wiktor Burajew             | Russland               |            |
| DSQ   | Julio René Martínez        | Guatemala              |            |
| DSQ   | Wladimir Andrejew          | Russland               |            |
| DSQ   | Julius Sawe                | Kenia                  |            |
| DSQ   | Toshihito Fujinohara       | Japan                  |            |
| DSQ   | Valeriy Borissov           | Kasachstan             |            |

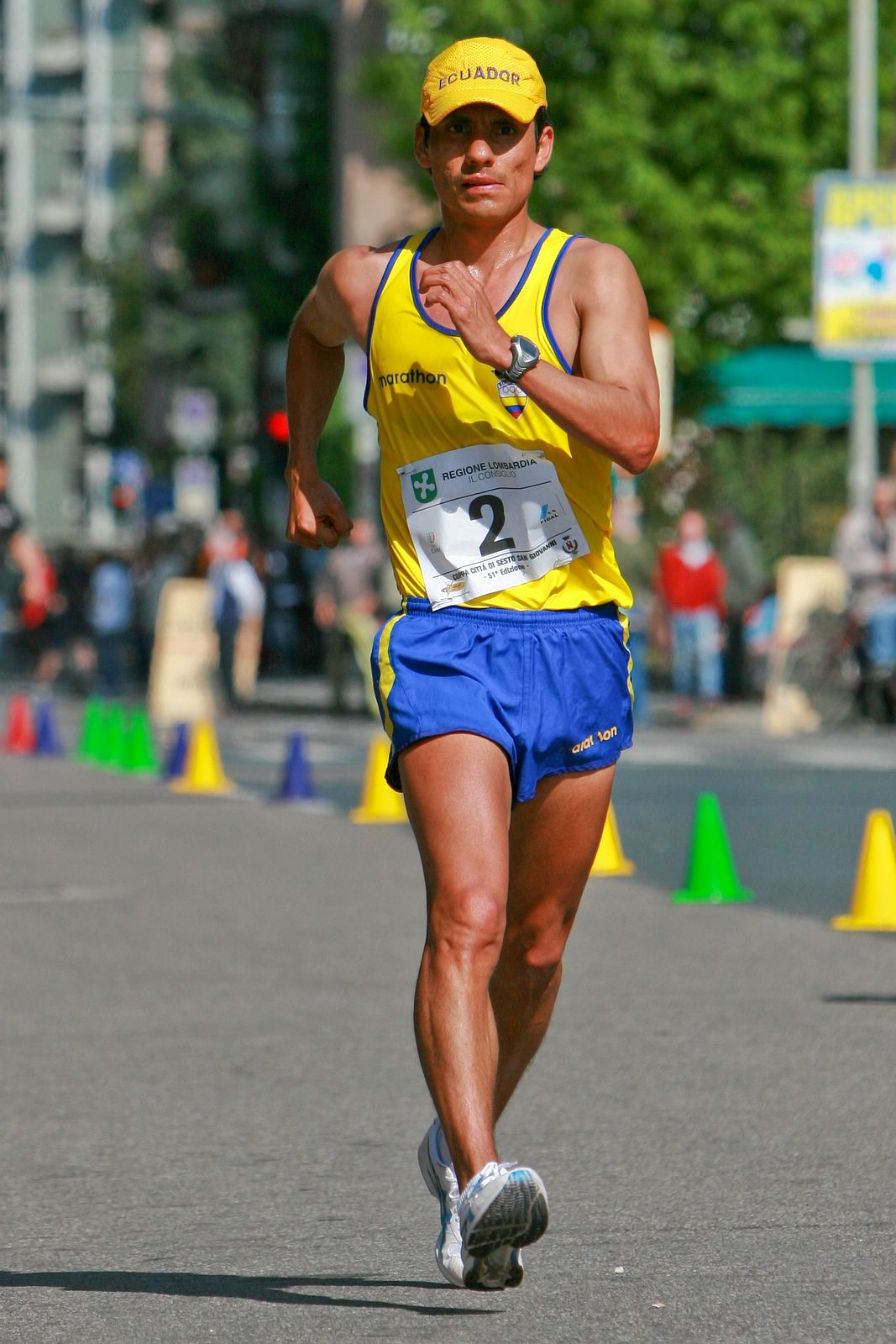
Weltmeister wurde Jefferson-Perez, der Olympiasieger von 1996 und Vizeweltmeister von 1999

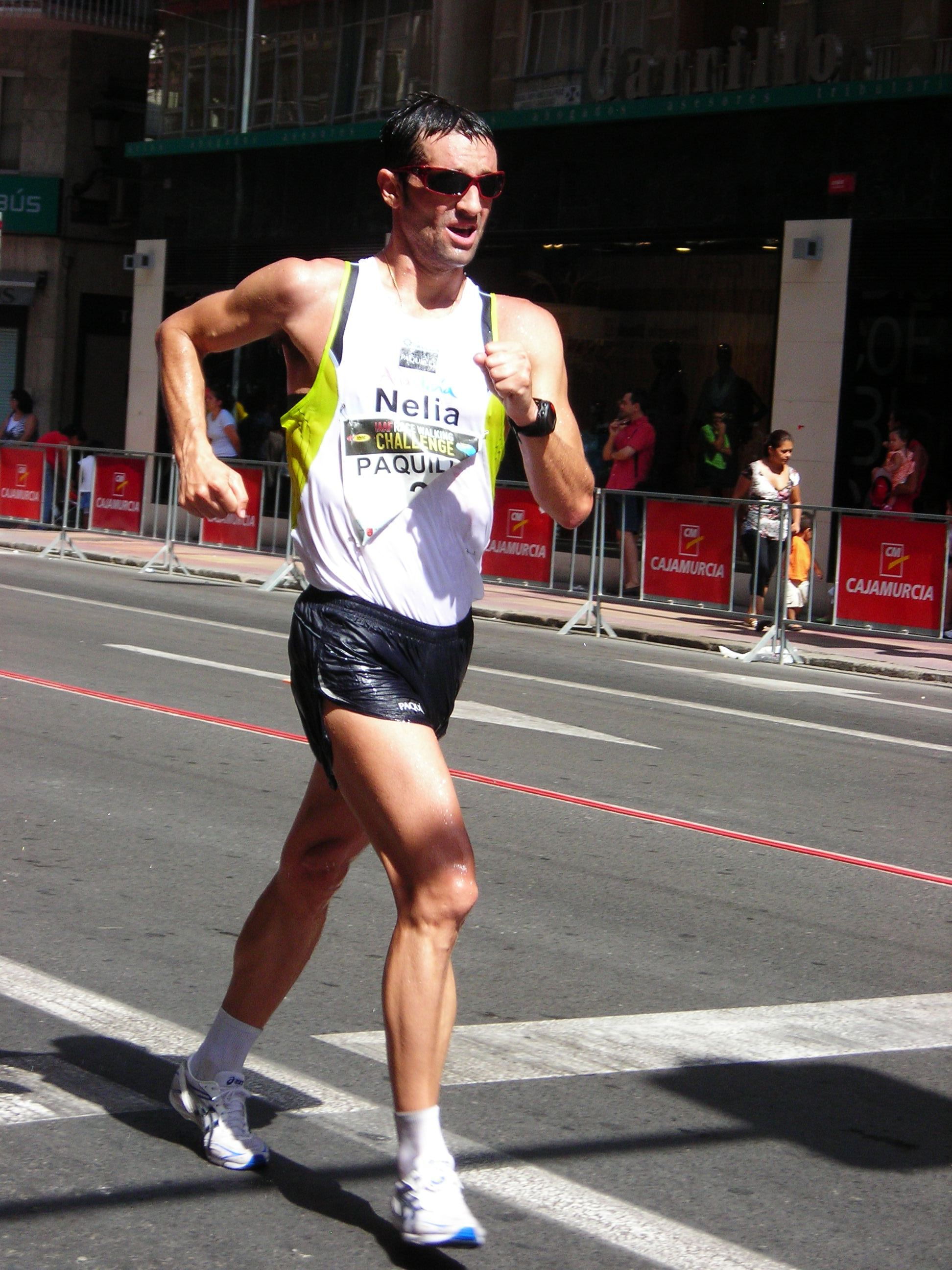
Vizeweltmeister Francisco Javier Fernández, amtierender Europameister, 1998 EM-Dritter und bisheriger Inhaber der Weltbestzeit

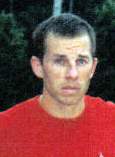
Ilja Markow kam auf den achten Platz, 1999 war er Weltmeister, 2001 Vizeweltmeister, 1996 Olympiazweiter und 1998 Europameister
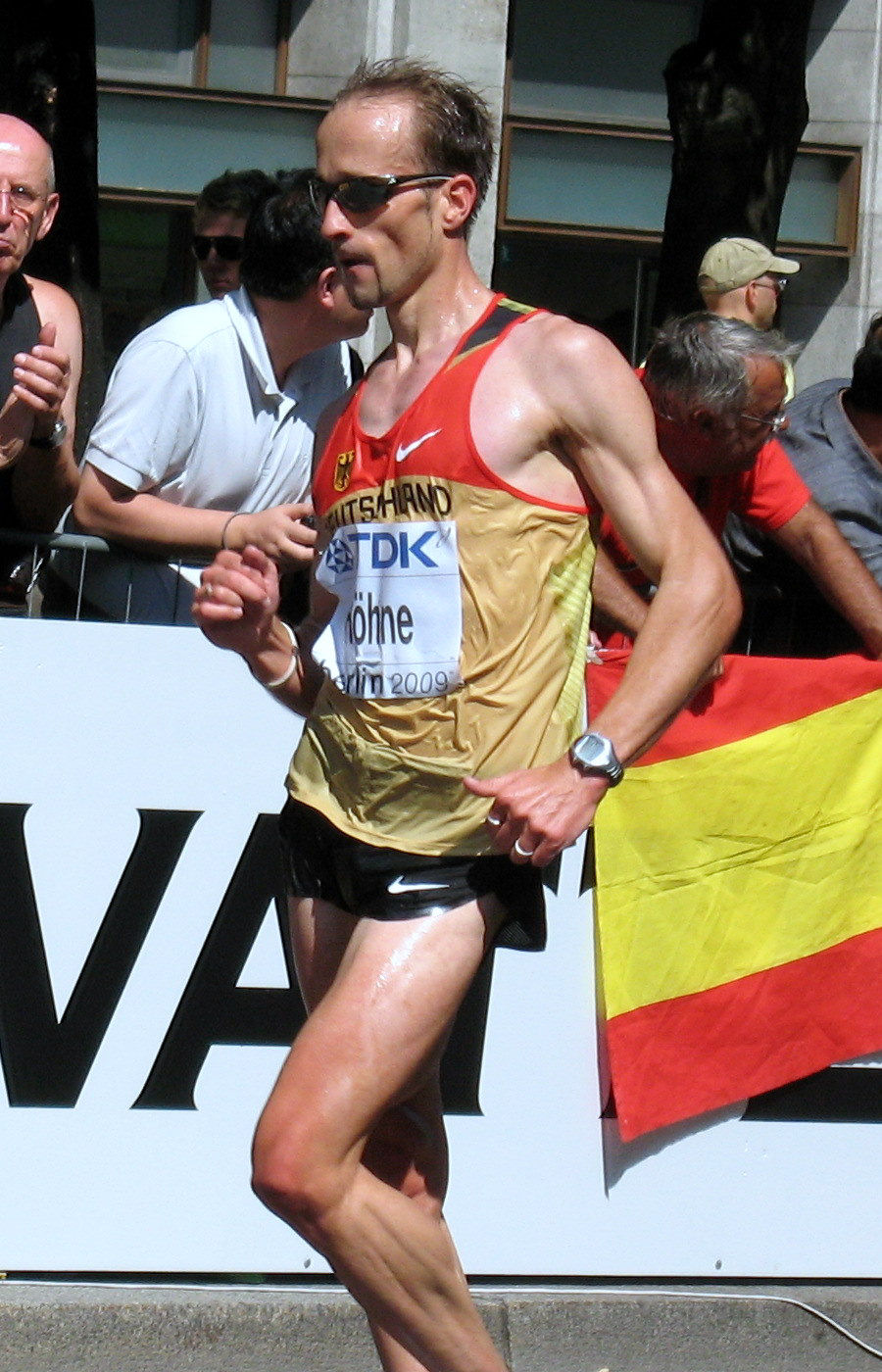
André Höhne belegte Rang dreizehn
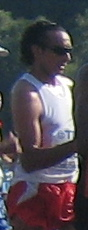
Hatem Ghoula kam auf den vierzehnten Platz
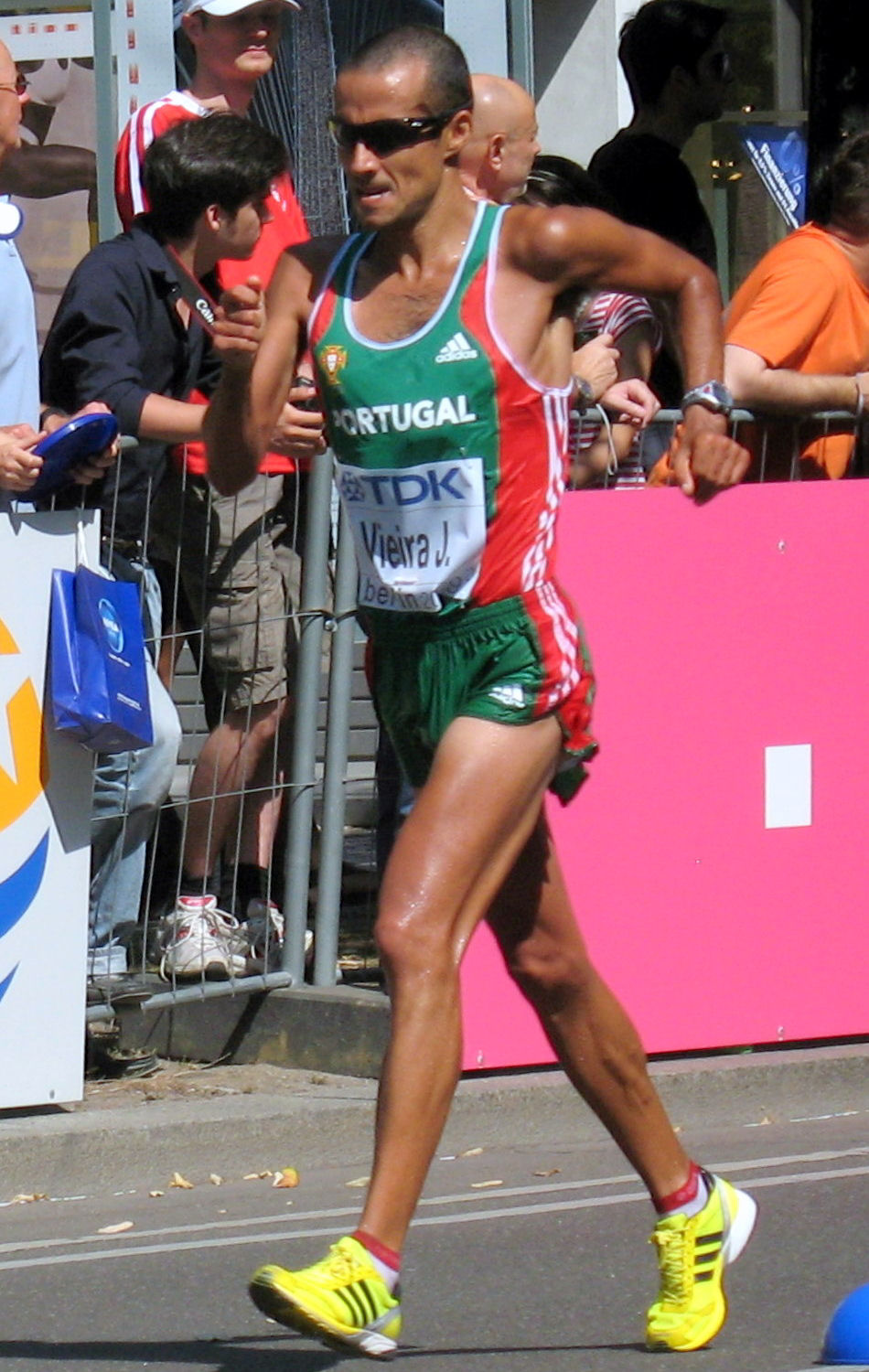
João Vieira erreichte Platz siebzehn
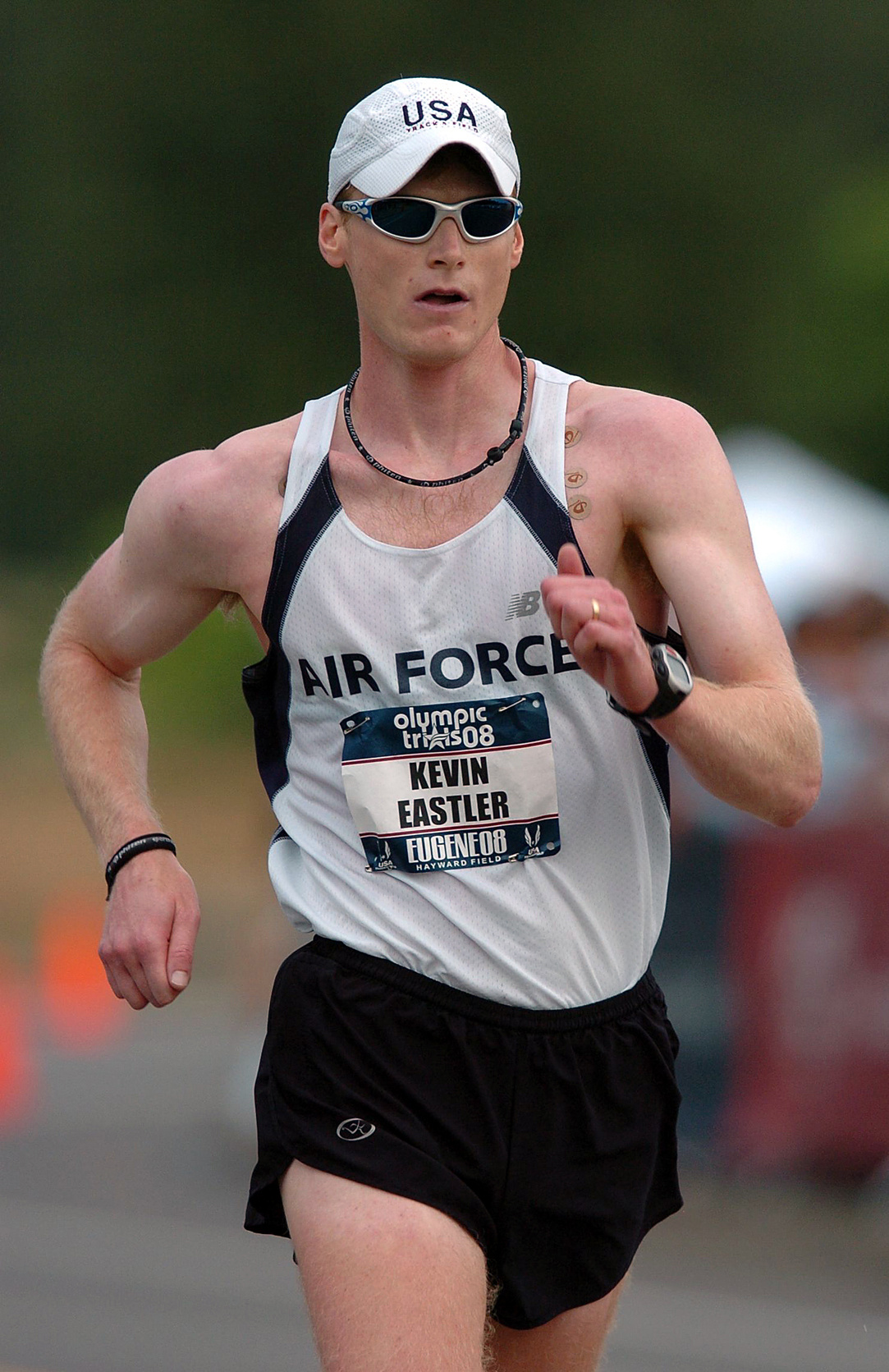
Rang achtzehn für Kevin Eastler
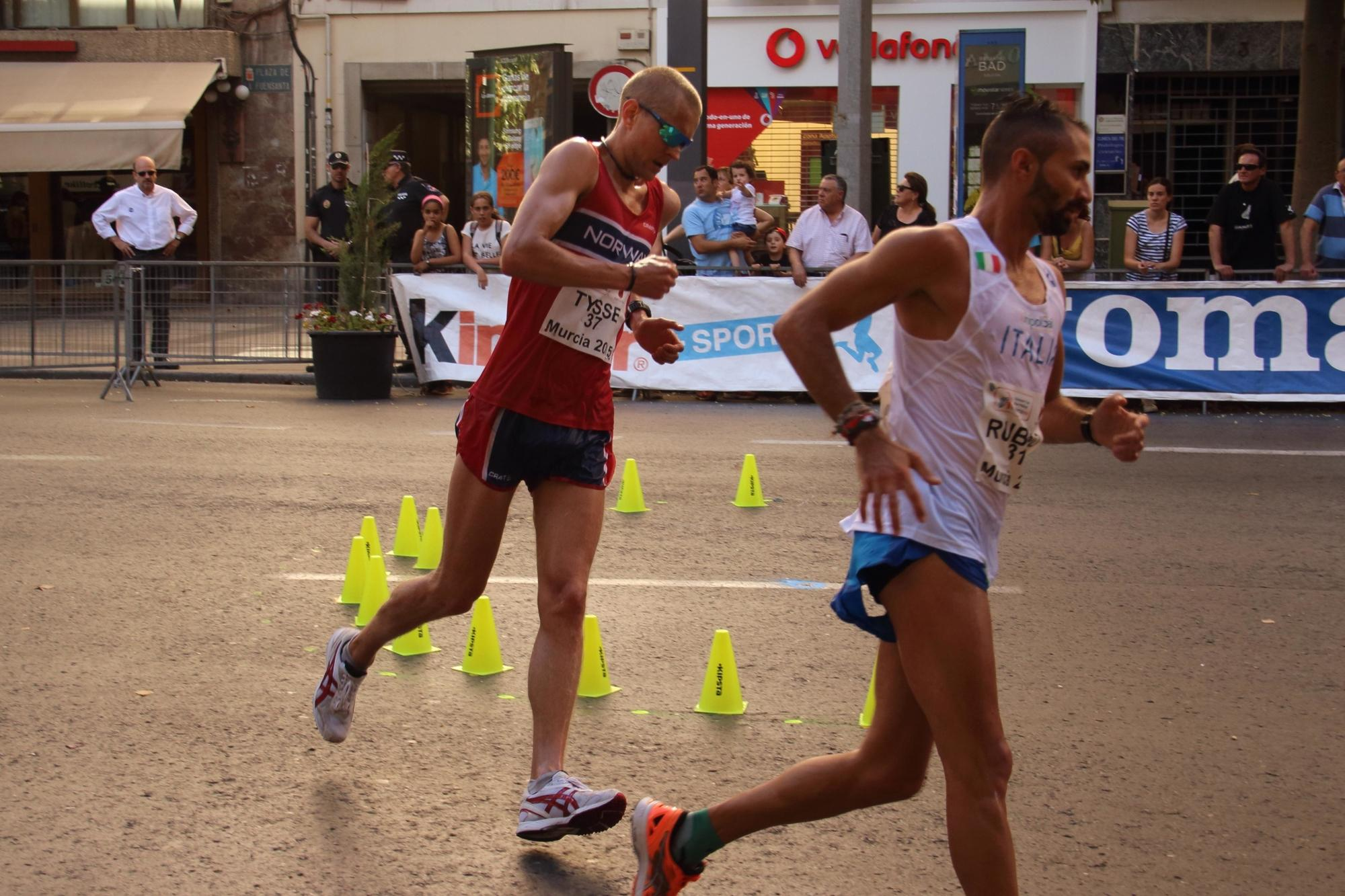
Erik Tysse (links) – Rang neunzehn
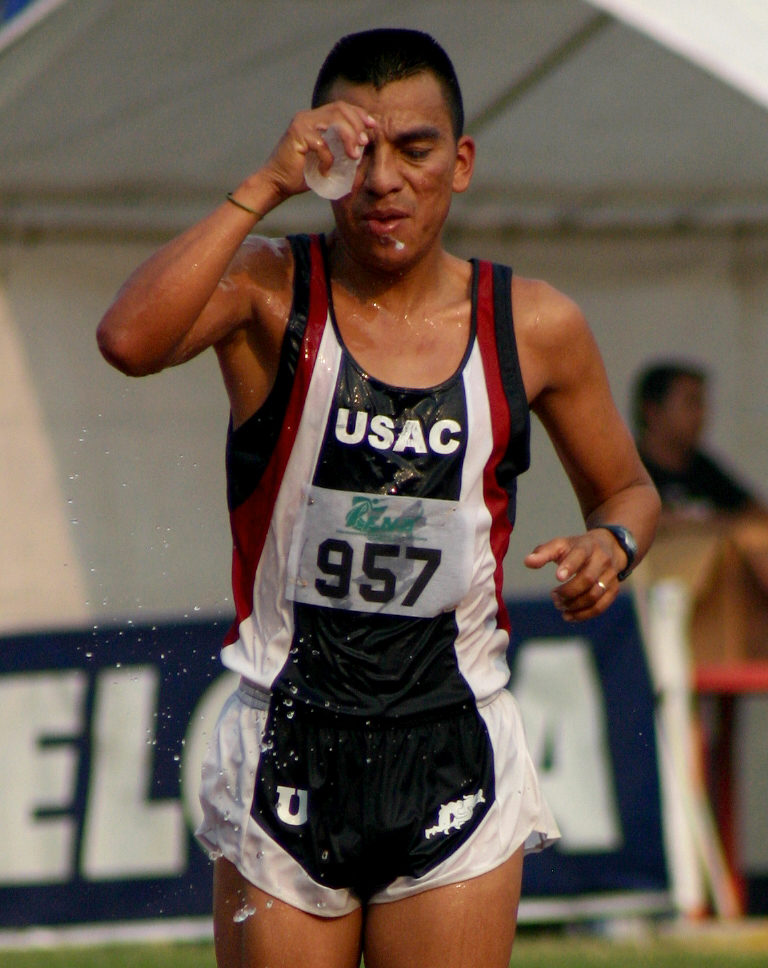
Julio René Martínez – Rennen nicht beendet
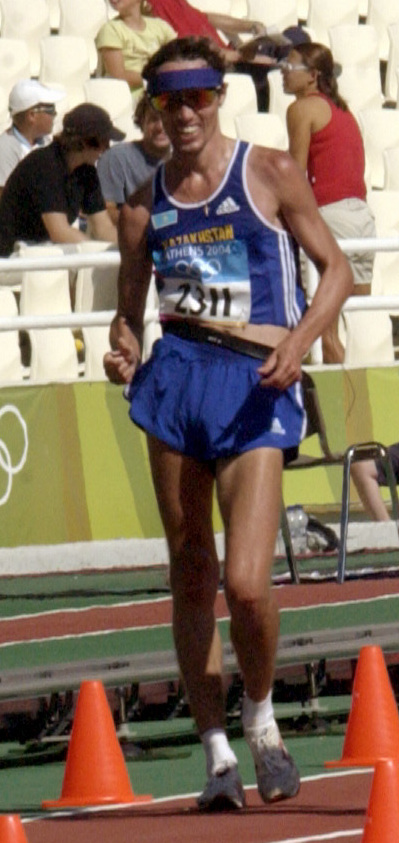
Valeriy Borissov – Rennen nicht beendet

## Videolinks
- World Record - 20k Walk Men Paris 2003 auf youtube.com, abgerufen am 7. September 2020
- Campeonato del mundo París 2003, 20km marcha auf youtube.com, abgerufen am 7. September 2020